# Chromis intercrusma
Chromis intercrusma är en fiskart som beskrevs av Barton Warren Evermann och Radcliffe, 1917. Chromis intercrusma ingår i släktet Chromis och familjen Pomacentridae. IUCN kategoriserar arten globalt som livskraftig. Inga underarter finns listade i Catalogue of Life.